# Paranoia (singolo)
Paranoia è il singolo di debutto del cantante italiano Sangiovanni, pubblicato l'8 maggio 2020.

## Tracce
Testi e musiche di Giovanni Pietro Damian e Nicola Biasin.
1. Paranoia – 2:36